# 發表或死亡
發表或死亡（Publish or perish）是研究型大學中教師的一種工作狀態，是指教師为了在学术生涯中取得成功而產生的发表学术論文的压力。發表或死亡的英文最早出現於1928年的一篇期刊文章中。
学者和他们的赞助机构通過優秀的學術論文吸引外界的關注，这有助于他們獲得资金和繼續他们的學術生涯。而那些不怎麼发表論文的学者或教師，可能会在竞争終身教授时失去优势。由於存在發表論文的压力，有時教師會向学术期刊提交劣質論文。論文的价值通常由刊登論文的学术期刊的声望决定。期刊的好壞可以通過影响因子（IF）来衡量，即該期刊上所发表的文章的平均引用次数。